# Vùng đất quỷ (phim 2014)
Vùng đất quỷ 3D (tiếng Nga: Вий, thường biết tới với các tên Forbidden Empire) là một bộ phim đen tối do các hãng phim của Nga và Ukraine sản xuất hợp tác với Marins Group Entertainment và dựa trên truyện Viy của Nikolai Gogol. Phim được phát hành tại các rạp của Nga, Ukraine và Azerbaijan vào 30-1-2014, ở Mỹ vào 22-5-2015 và tại Anh vào 1-6-2015. Phim khởi chiếu tại Việt Nam vào 5-4-2014 dưới định dạng 2D và 3D